# Phoenix Rising FC
Phoenix Rising FC is een Amerikaanse voetbalclub uit Tempe, Arizona. De club speelt in de USL Championship, de Amerikaanse tweede divisie. De club werd opgericht in 2014 als Arizona United SC. Een bekend oud-speler van de club is Didier Drogba, die sinds 2017 speelde voor de club en tevens mede-clubeigenaar is.